# Esslingen am Neckar
Esslingen am Neckar là một thành phố ở bang Baden-Württemberg ở phía nam Đức, thủ phủ của huyện Esslingen.
Đô thị này có tọa lạc bên sông Neckar, cách trung tâm thành phố Stuttgart 14 km về phía đông nam.

## Kết nghĩa
- Eger, Hungary
- Maladzyechna, Belarus
- Neath Port Talbot, Vương quốc Anh
- Norrköping, Thụy Điển
- Piotrków Trybunalski, Ba Lan
- Schiedam, Hà Lan
- Sheboygan, Wisconsin, Hoa Kỳ
- Udine, Italia
- Velenje, Slovenia
- Vienne, Pháp